# Metalobosia elis
Metalobosia elis là một loài bướm đêm thuộc phân họ Arctiinae, họ Erebidae.